# 日下部竜也
日下部 竜也（くさかべ りゅうや、1992年7月18日 - ）は、日本の男性プロボクサー、キックボクサー。愛知県豊田市出身。ボクサーとしては和光ボクシングジム、シュートボクサー時代は大石道場・名東道場/TEAM日下部所属。愛知県立豊田高等学校卒業。元WPMF日本スーパーバンタム級王者。元WBCムエタイ日本スーパーバンタム級王者。元SB日本スーパーバンタム級王者。
前田憲作には「才能のある選手」、谷川貞治には「オスカー・デ・ラ・ホーヤのような天才性を持っている」との評価を得ている。
3歳下の妹NANAも空手で数々の実績を残しており、「天才空手兄妹」と評されている。

## 来歴
4歳で空手を始め、小学3年生時に黒帯を取得した。
2006年4月、極真会館の第2回青少年国際空手道選手権大会 組手の部・12 - 14歳男子50kg以下級に出場し、優勝を果たした。
2007年2月25日、14歳でK-1 JAPAN TRYOUTに参加し、特別合格を果たした。
中学3年時に、夏休みを利用したタイ合宿でクラブファイトに出場し、判定勝ちを収めた。冬休みを利用したタイ遠征ではラジャダムナン・スタジアムに出場し、タイ人に1RKO勝ち。
2007年12月22日、チームドラゴン主催興行「燃えろドラゴン! その壱」のアマチュアチャレンジマッチに出場し、芦野博也に判定勝ち。
2008年5月11日、「NAGOYA KICK 〜Boogie Fight 04〜」のU-17 FIGHT（3分2R、ヘッドギア・レガース着用・10オンス使用）で杉下大地と対戦し、2-0の判定勝ち。
2008年5月28日、プロデビュー戦となったシュートボクシングで伏見和之に判定勝ち。
2008年7月6日、K-1甲子園2008 中部地区代表決定戦（8名参加）に出場。決定戦で坪井悠介に判定勝ちし、優勝。K-1甲子園出場を決めた。
2008年8月29日、K-1甲子園 KING OF UNDER 18 〜FINAL16〜のK-1甲子園1回戦で関東地区ベスト8の戸邊隆馬と対戦し、判定勝ち。
2008年10月1日、K-1 WORLD MAX 2008 FINALのK-1甲子園準々決勝で佐々木大蔵と対戦し、左ハイキックでKO勝ち。
2008年12月31日、Dynamite!! 〜勇気のチカラ2008〜のK-1甲子園準決勝で卜部功也と対戦し、鼻からの出血によるドクターストップ負けを喫した。
2009年8月10日、K-1甲子園 〜FINAL 16の62kg級トーナメント1回戦で佐々木涼助と対戦し、右ストレートでTKO勝ち。
2009年10月26日、K-1 WORLD MAX 2009 FINALで行われた準々決勝でHIROYAと対戦し、1-2の判定負け。
2009年12月31日、Dynamite!! 〜勇気のチカラ2009〜のK-1甲子園2009リザーブファイトで藤鬥嘩裟と対戦し、判定負け。
2010年3月13日、Krush×Survivorで瀧谷渉太と対戦し、判定勝ちを収めた。
2010年4月11日、シュートボクシング・スーパーバンタム級王座挑戦者決定トーナメント1回戦で藤本昌大と対戦し、判定勝ち。
2010年6月6日、シュートボクシング・YOUNG CAESARS TOURNAMENT 55 スーパーバンタム級トーナメントの準決勝で尹戸雅教、決勝で伏見和之にそれぞれKO勝ちし、優勝を果たした。
2010年9月18日、シュートボクシング日本スーパーバンタム級王者ファントム進也に挑戦。3Rに左膝蹴りでKO勝ちを収め王座を獲得。18歳2か月での王座獲得はSB史上最年少記録を22年ぶりに更新した。
2010年12月12日、Krush初代王座決定トーナメント～Round.1～で、全日本・M-1・RISEの3冠王者で今大会の優勝候補でもある寺戸伸近と対戦。1R目から寺戸の右ストレートによりダウンを奪われるが、すぐさまダウンを取り返し、結果3度のダウンを奪い勝利を収めた。
2011年4月30日、Krush初代王座決定トーナメント ～Triple Final Round～の－55kg初代王座決定トーナメント準決勝で、J-NETWORKスーパーバンタム級王者水原浩暁と対戦し、2Rにダウンを奪い3-0の判定勝ちを収めた。決勝で過去に１度対戦している瀧谷渉太と対戦し2度のダウンを奪われKO負けとなった。
2013年7月21日、「REBELS.18」のREBELS 55kg級王座決定戦で出貝泰佑と対戦し、3-0の判定勝ちを収め初代王座を獲得。
2014年2月19日、キックボクサーを引退し、年明けより和光ボクシングジムでプロボクサーを目指していることが発表された。
2014年3月23日、中日ジムでプロテストを受験し合格。
2014年4月6日、刈谷市産業振興センター あいおいホールにて五十嵐嵩視相手にボクサーデビューするが判定負け。

## 戦績

### プロボクシング
| 戦           | 日付         | 勝敗 | 時間 | 内容    | 対戦相手             | 国籍 | 備考           |
| ------------ | ------------ | ---- | ---- | ------- | -------------------- | ---- | -------------- |
| 1            | 2014年4月6日 | 敗北 | 4R   | 判定0-2 | 五十嵐嵩視(トコナメ) | 日本 | プロデビュー戦 |
| テンプレート |              |      |      |         |                      |      |                |

### プロキックボクシング
| キックボクシング 戦績 | キックボクシング 戦績 | キックボクシング 戦績 | キックボクシング 戦績 | キックボクシング 戦績 | キックボクシング 戦績 | キックボクシング 戦績 |
| --------------------- | --------------------- | --------------------- | --------------------- | --------------------- | --------------------- | --------------------- |
| 24 試合               | (T)KO                 | 判定                  | その他                | 引き分け              | 無効試合              |                       |
| 18 勝                 | 8                     | 10                    | 0                     | 0                     | 0                     |                       |
| 6 敗                  | 3                     | 3                     | 0                     | 0                     | 0                     |                       |

| 勝敗 | 対戦相手             | 試合結果                                        | 大会名 | 開催年月日     |
| ○    | 出貝泰佑             | 5R終了 判定3-0                                  | 「REBELS.18」 【REBELS 55kg級王座決定戦】                                                                                           | 2013年7月21日  |
| ×    | 一戸総太             | 5R KO                                           | HOOST CUP KINGS～王者たちの饗宴～                                                                                                   | 2013年6月16日  |
| ○    | イリアス・ハジューイ | 3R TKO                                          | ホーストカップ 魂・其の壱（スピリットワン）                                                                                         | 2012年11月23日 |
| ×    | 宮元啓介             | 5R終了 判定0-3                                  | ニュージャパンキックボクシング連盟「KICK TO THE FUTURE 6」 【WBCムエタイ日本スーパーバンタム級タイトルマッチ】                      | 2012年9月22日  |
| ○    | 清水雄介             | 5R終了 判定3-0                                  | M-1ムエタイチャレンジ「Sutt Yod Muaythai vol.1」Part2 【WPMF日本スーパーバンタム級タイトルマッチ】                                  | 2012年3月25日  |
| ○    | 一戸総太             | 5R終了 判定3-0                                  | 2011藤原祭～冬の陣～ 【WPMF日本スーパーバンタム級次期挑戦者決定戦】                                                                 | 2011年12月22日 |
| ○    | 新人                 | 5R 2:30 KO（左フック）                          | WBCムエタイ・ジャパン第2回大会 「The Path to the World Champion」 【WBCムエタイ日本スーパーバンタム級王座決定戦】                   | 2011年10月2日  |
| ×    | 瀧谷渉太             | 3R 2:14 KO（顔面前蹴り）                        | Krush初代王座決定トーナメント ～Triple Final Round～ 【Krush－55kg初代王座決定トーナメント決勝】                                    | 2011年4月30日  |
| ○    | 水原浩暁             | 3R終了 判定3-0                                  | Krush初代王座決定トーナメント ～Triple Final Round～ 【Krush－55kg初代王座決定トーナメント準決勝】                                  | 2011年4月30日  |
| ○    | 寺戸伸近             | 3R終了 判定3-0                                  | Krush初代王座決定トーナメント～Round.1～ 【Krush－55kg初代王座決定トーナメント1回戦】                                               | 2010年12月12日 |
| ○    | ファントム進也       | 3R 1:03 KO（左膝蹴り）                          | SHOOT BOXING 25TH ANNIVERSARY SERIES 第4戦 維新-ISHIN- 其の四 【SB日本スーパーバンタム級タイトルマッチ】                            | 2010年9月18日  |
| ○    | 伏見和之             | 3R 1:35 KO                                      | SHOOT BOXING 25TH ANNIVERSARY SERIES 第3戦 維新-ISHIN- 其の参 【YOUNG CAESARS TOURNAMENT 55 スーパーバンタム級トーナメント 決勝】   | 2010年6月6日   |
| ○    | 尹戸雅教             | 2R 2:41 TKO                                     | SHOOT BOXING 25TH ANNIVERSARY SERIES 第3戦 維新-ISHIN- 其の参 【YOUNG CAESARS TOURNAMENT 55 スーパーバンタム級トーナメント 準決勝】 | 2010年6月6日   |
| ○    | 藤本昌大             | 3分3R+延長R終了 判定3-0                         | SHOOT BOXING 25TH ANNIVERSARY SERIES 第2戦 維新-ISHIN- 其の弐 【スーパーバンタム級王座挑戦者決定トーナメント 1回戦】                | 2010年4月11日  |
| ○    | 瀧谷渉太             | 3分3R終了 判定2-0                               | Krush×Survivor | 2010年3月13日  |
| ×    | 藤鬥嘩裟             | 2分3R終了 判定0-2                               | Dynamite!! 〜勇気のチカラ2009〜 【K-1甲子園2009 62kg級 リザーブファイト】                                                           | 2009年12月31日 |
| ×    | HIROYA               | 2分3R終了 判定1-2                               | K-1 WORLD MAX 2009 World Championship Tournament FINAL 【K-1甲子園2009 62kg級 準々決勝】                                            | 2009年10月26日 |
| ○    | 佐々木涼助           | 3R 1:28 TKO（レフェリーストップ：右ストレート） | K-1甲子園 〜FINAL 16 【K-1甲子園2009 62kg級 1回戦】                                                                                 | 2009年8月10日  |
| ○    | 小澤量哉             | 3R終了 判定3-0                                  | 全日本キックボクシング連盟「Krush.3」                                                                                               | 2009年5月17日  |
| ○    | 尹戸元気             | 2R 2:14 KO                                      | NAGOYAKICK 〜BoogieFight07 Black Sunday〜                                                                                           | 2009年3月8日   |
| ×    | 卜部功也             | 3R 2:29 TKO（ドクターストップ：鼻からの出血）   | Dynamite!! 〜勇気のチカラ2008〜 【K-1甲子園2008 準決勝】                                                                            | 2008年12月31日 |
| ○    | 佐々木大蔵           | 1R 2:43 KO（左ハイキック）                      | K-1 WORLD MAX 2008 World Championship Tournament FINAL 【K-1甲子園2008 準々決勝】                                                   | 2008年10月1日  |
| ○    | 戸邊隆馬             | 2分3R終了 判定3-0                               | K-1甲子園 KING OF UNDER 18 〜FINAL16〜 【K-1甲子園2008 1回戦】                                                                      | 2008年8月29日  |
| ○    | 伏見和之             | 2分3R+延長R終了 判定3-0                         | SHOOT BOXING 2008 火魂〜Road to S-cup〜 其の参 【スターティングクラスルール】                                                       | 2008年5月28日  |

| 勝敗 | 対戦相手   | 試合結果              | 大会名                                        | 開催年月日   |
| ○    | 坪井悠介   | 2分1R終了 判定3-0     | K-1甲子園2008 中部地区代表決定戦 【決定戦】   | 2008年7月6日 |
| ○    | 平塚大士   | 2分1R終了 判定3-0     | K-1甲子園2008 中部地区代表決定戦 【準決定戦】 | 2008年7月6日 |
| ○    | 美濃輪光将 | 1分30秒1R終了 判定3-0 | K-1甲子園2008 中部地区代表決定戦 【1回戦】    | 2008年7月6日 |

### アマチュアキックボクシング
| 勝敗 | 対戦相手                       | 試合結果                   | 大会名                                                                          | 開催年月日     |
| ○    | マン☆山室                      | 3分3R終了 判定3-0          | NAGOYA KICK 〜Boogie Fight 05〜                                                 | 2008年8月3日   |
| ○    | 杉下大地                       | 3分2R終了 判定2-0          | NAGOYA KICK 〜Boogie Fight 04〜 【U-17 FIGHT】                                  | 2008年5月11日  |
| ○    | 伊岐見考司                     | 2R 2:18 KO                 | ストライキングチャレンジ14                                                      | 2008年4月14日  |
| ○    | ペットサガー・サックルンルアン | 1R TKO（パンチ連打）       | スッグ・ギャットヨンユット                                                      | 2008年3月16日  |
| ○    | 芦野博也                       | 3分1R終了 判定3-0          | チームドラゴン主催興行「燃えろドラゴン! その壱」 【アマチュアチャレンジマッチ】 | 2007年12月22日 |
| ○    | 嵯峨一志                       | 2R 0:50 KO（左ストレート） | ストライキングチャレンジ13                                                      | 2007年12月2日  |
| ○    | 山本剛                         | 1R KO（右ストレート）      | BRIDGE one match challenge 6th                                                  | 2007年10月28日 |

## 獲得タイトル
- 第8代SB日本スーパーバンタム級王座
- 第3代WBCムエタイ日本スーパーバンタム級王座
- 第3代WPMF日本スーパーバンタム級王座
- YOUNG CAESARS TOURNAMENT 55 スーパーバンタム級トーナメント 優勝（2010年）
- K-1甲子園2008　第3位